# Casa al carrer Sant Sebastià, 37 (Vilajuïga)
La Casa al carrer Sant Sebastià, 37 és una obra de Vilajuïga (Alt Empordà) inclosa a l'Inventari del Patrimoni Arquitectònic de Catalunya. Està situada dins del nucli urbà de Vilajuïga, al tram final del carrer de Sant Sebastià, via d'accés al veïnat de Dalt de la població, al costat de les antigues escoles.

## Descripció
Edifici de planta rectangular format per dos cossos adossats, amb jardí a la part davantera i, a la posterior, força més gran. El cos principal es troba cobert amb teulada a dues vessants perpendicular a la façana i presenta una sola planta. En canvi, la crugia posterior consta de planta baixa i pis, amb el mateix tipus de coberta que l'anterior. La façana principal de l'edifici està organitzada a partir de tres eixos verticals, que emmarquen les tres obertures existents. Hi ha la porta d'accés i dues finestres, a banda i banda, d'obertura rectangular. Presenten l'emmarcament d'obra i un frontó triangular a la part superior, decorat amb motius geomètrics, que es repeteixen als laterals de les obertures. Una gran cornisa motllurada delimita la planta baixa i marca l'inici del coronament de la façana, resolt amb un gran frontó triangular amb la testera sobresortida. De la façana posterior destaca una porta una mica elevada, que connecta l'edifici amb el gran jardí posterior, la qual presenta una escala d'accés amb balustrada a mode de barana. Al costat de la casa, a la part davantera, hi ha un petit cos aïllat utilitzat de garatge.
Tota la construcció es troba arrebossada i pintada amb colors ocres i marrons.